# Slowakische Nationalmannschaft bei der Internationalen Sechstagefahrt

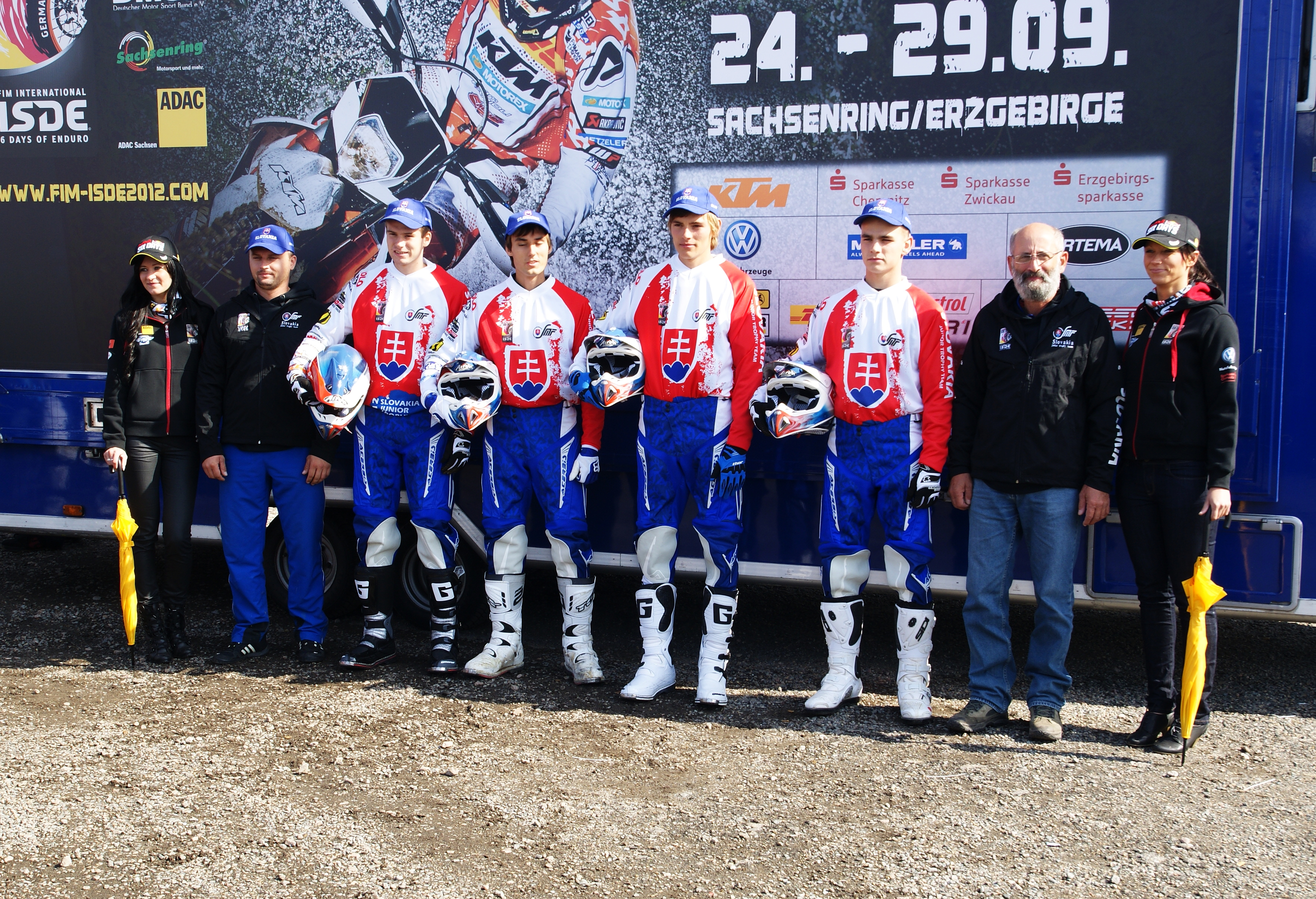
Die slowakische Junior-World-Trophy-Mannschaft bei der 87. Internationalen Sechstagefahrt

Die slowakischen Nationalmannschaften bei der Internationalen Sechstagefahrt sind eine Auswahl von slowakischen Fahrern und Fahrerinnen für die Nationenwertungen dieses Wettbewerbes.
Entsprechend den Regelungen für die Sechstagefahrt werden Nationalmannschaften für die Wertung um die World Trophy, Junior World Trophy und die Women’s Trophy zugelassen. Der Umfang der Mannschaften und die Regularien für die Teilnahme änderten sich mehrmals im Laufe der Zeit.
| Jahr                    | World Trophy | Junior World Trophy | Women’s Trophy                                                                       |
| ----------------------- | --- | --- | ------------------------------------------------------------------------------------ |
| 1994                    | keine Teilnahme | keine Teilnahme | keine Durchführung einer Women’s Trophy                                              |
| {\displaystyle \vdots } | keine Teilnahme | keine Teilnahme | keine Durchführung einer Women’s Trophy                                              |
| 1996                    | 6. Ivan Jakes (Husqvarna 125) Radek Matoska (Husqvarna 125) Jan Hrehor (Yamaha 175) Ivan Cerny (Yamaha 175) Jaroslav Katrinak (Husqvarna 500) Peter Koniar (Husqvarna 500)        | keine Teilnahme | keine Durchführung einer Women’s Trophy                                              |
| 1997                    | 7. Radek Matoska (Husqvarna 125) Ivan Jakes (Husqvarna 125) Jan Hrehor (Husqvarna 125) Emil Cunderlik (Husaberg 400) Jaroslav Katrinak (Husaberg 500) Peter Koniar (Husaberg 500) | keine Teilnahme | keine Durchführung einer Women’s Trophy                                              |
| {\displaystyle \vdots } | keine Teilnahme | keine Teilnahme | keine Durchführung einer Women’s Trophy                                              |
| 2000                    | 8. Ivan Jakes (Husqvarna 125) Jan Hrehor (KTM 125) Radek Matoska (Husqvarna 400) Peter Koniar (Husqvarna 500) Jaroslav Katrinak (VOR 500) Emil Cunderlik (KTM 500)                | 14. Ladislav Krasnan (Husqvarna 125) Igor Saigal Jr. (Husqvarna 125) Štefan Svitko (Husqvarna 250) Zlatko Novosad (Husqvarna 250) | keine Durchführung einer Women’s Trophy                                              |
| 2001                    | keine Teilnahme | keine Teilnahme | keine Durchführung einer Women’s Trophy                                              |
| 2002                    | 6. Jan Hrehor (KTM 125) Ivan Jakes (Honda 175) Zlatko Novosad (Husqvarna 175) Radek Matoska (Husaberg 400) Jaroslav Katrinak (VOR 500) Peter Koniar (Husqvarna 500)               | keine Teilnahme | keine Durchführung einer Women’s Trophy                                              |
| 2003                    | keine Teilnahme | keine Teilnahme | keine Durchführung einer Women’s Trophy                                              |
| 2004                    | keine Teilnahme | 5. Juraj Dosza (KTM) Robert Kapajcik (KTM) Tomas Bucenec (KTM) Štefan Svitko (KTM)                                                | keine Durchführung einer Women’s Trophy                                              |
| 2005                    | 6. Jaroslav Katrinak (KTM) Ivan Jakes (GasGas) Radek Matoska (Yamaha) Jan Hrehor (Yamaha) Štefan Svitko (KTM) Robert Kapajcik (KTM)                                               | 5. Juraj Dozsa (KTM) Filip Kapajcik (KTM) Marek Giertl (KTM) Tomas Cipka (KTM)                                                    | keine Durchführung einer Women’s Trophy                                              |
| 2006                    | 8. Jaroslav Katrinak (KTM) Štefan Svitko (KTM) Ivan Jakes (GasGas 300) Radek Matoska (KTM) Robert Kapajcik (Yamaha 250) Zlatko Novosad (GasGas 250)                               | keine Teilnahme | keine Durchführung einer Women’s Trophy                                              |
| {\displaystyle \vdots } | keine Teilnahme | keine Teilnahme | keine Teilnahme                                                                      |
| 2009                    | keine Teilnahme | 9. Robert Kapajcik (KTM) Thomas Hostinsky (KTM) Marek Giertl (KTM) Miroslav Sevela (GasGas)                                       | keine Teilnahme                                                                      |
| {\displaystyle \vdots } | keine Teilnahme | keine Teilnahme | keine Teilnahme                                                                      |
| 2012                    | keine Teilnahme | 13. Jakub Hruska (KTM) Lukás Rosina (KTM) Thomas Hostinský (Husaberg) Martin Buchta (KTM)                                         | keine Teilnahme                                                                      |
| 2013                    | keine Teilnahme | 14. Lukás Rosina (KTM) Thomas Hostinský (Husaberg) Patrik Halgas (KTM) Valer Garaj (Yamaha)                                       | keine Teilnahme                                                                      |
| 2014                    | keine Teilnahme | keine Teilnahme | keine Teilnahme                                                                      |
| 2015                    | 7. Marek Giertl (KTM) Marek Haviar (KTM) Zlatko Novosad (Husqvarna) Miroslav Sevela (Moto TM) Jaroslav Strbek (Suzuki) Štefan Svitko (KTM)                                        | 9. Michal Drevenak (KTM) Michal Kosik (KTM) Michal Novocky (Husqvarna) Tomas Zboran (KTM)                                         | 6. Karin Hostinska (Husaberg) Katarina Jurickova (Husqvarna)                         |
| 2016                    | keine Teilnahme | keine Teilnahme | 7. Karin Hostinska (Husaberg) Katarina Jurickova (Husqvarna)                         |
| 2017                    | keine Teilnahme | keine Teilnahme | 8. Katarina Jurickova (Husqvarna) Karin Hostinska (Husqvarna) Gabriela Cipkova (KTM) |
| {\displaystyle \vdots } | keine Teilnahme | keine Teilnahme | keine Teilnahme                                                                      |
| 2024                    | keine Teilnahme | keine Teilnahme | keine Teilnahme                                                                      |